# Scirpus melanocaulos
Scirpus melanocaulos är en halvgräsart som beskrevs av Rodolfo Amando Philippi. Scirpus melanocaulos ingår i släktet skogssävssläktet, och familjen halvgräs. Inga underarter finns listade i Catalogue of Life.